# Emmendingen
Emmendingen är en stad i Landkreis Emmendingen i regionen Südlicher Oberrhein i Regierungsbezirk Freiburg i förbundslandet Baden-Württemberg i sydvästra Tyskland. Emmendingen är huvudort för ett distrikt Landkreis Emmendingen. Folkmängden uppgiår till cirka 29 000 invånare, på en yta av 34 kvadratkilometer. Första skriftliga omnämnandet av staden är belagt i ett rättsprotokoll från år 1091.
Staden ingår i kommunalförbundet Emmendingen tillsammans med kommunerna Freiamt, Malterdingen, Sexau och Teningen.